# یقه‌اسکی
یقه اسکی نوعی یقه است که معمولاً به صورت تا شده و گرد دور گردن را فرا می‌گیرد. لباس‌هایی که دارای یقه اسکی هستند معمولاً برای فصل سرما از آنها استفاده می‌شود. یقه اسکی را به صورت تا نشده نیز استفاده می‌کنند.

## نگارخانه

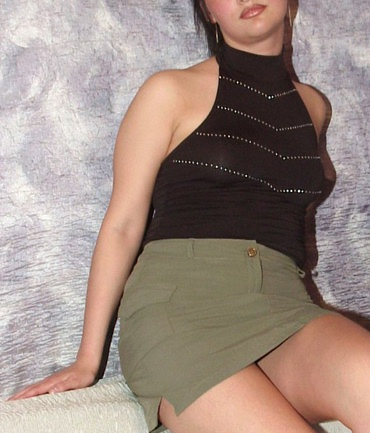
یک نمونه لباس زنانه با یقه اسکی فانتزی
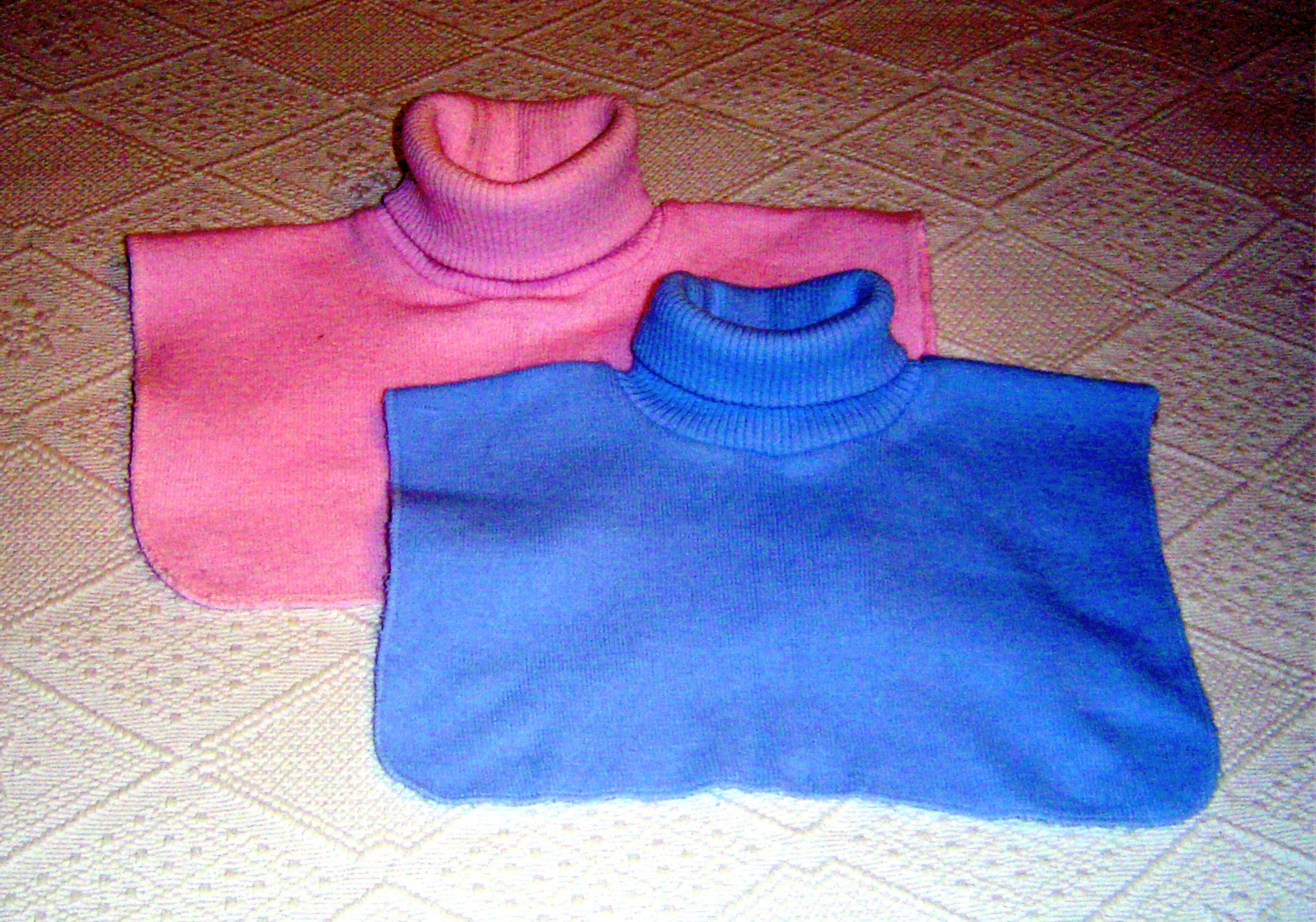
یقه اسکی تا شده
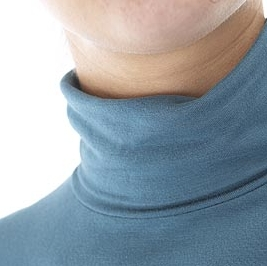
لباس مردانه با یقه اسکی تا شده
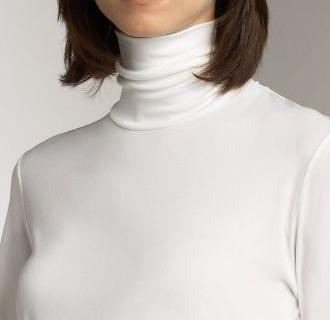
لباس زنانه با یقه اسکی تا نشده
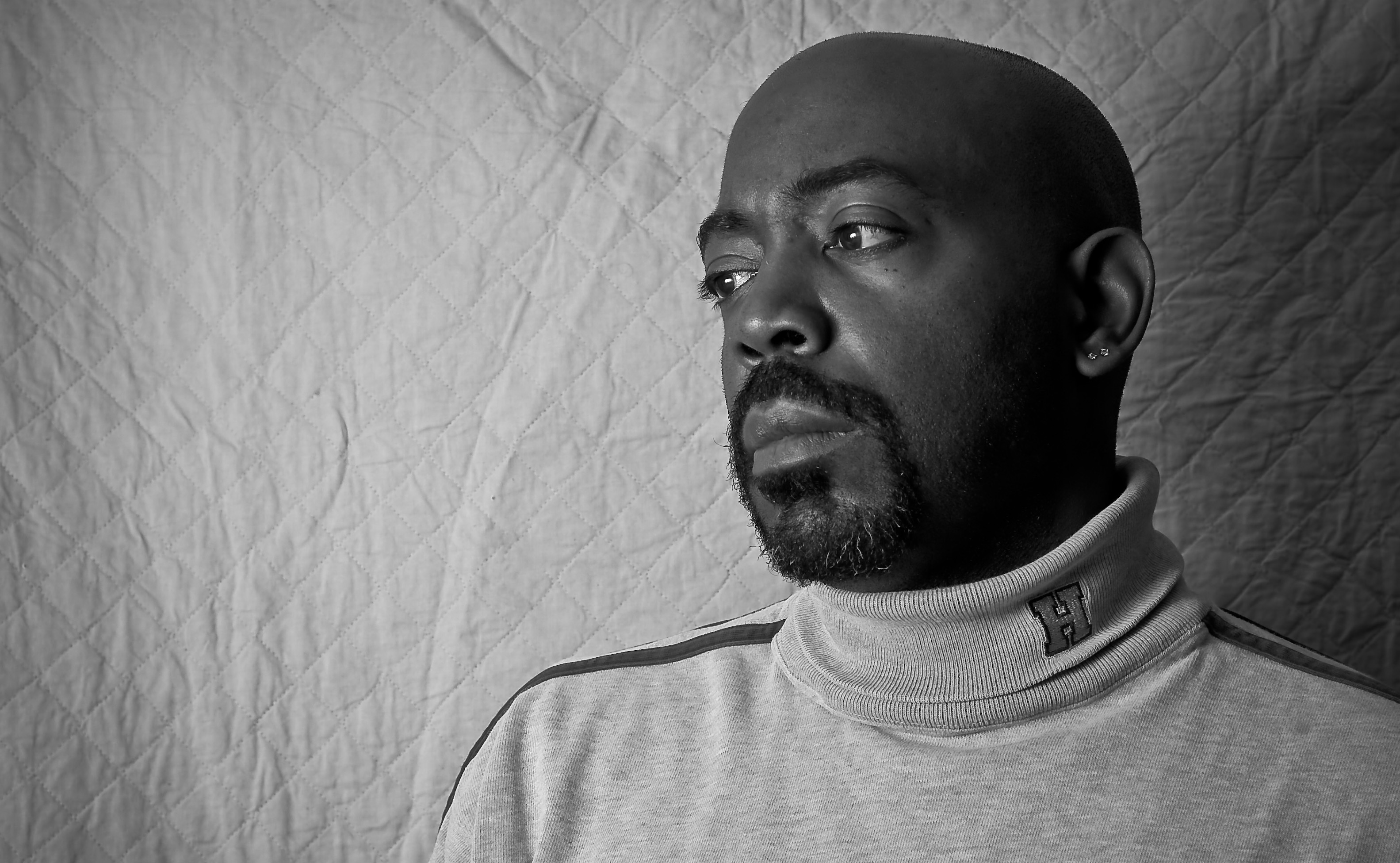
یقه اسکی که یک مارک بر روی آن درج شده‌است
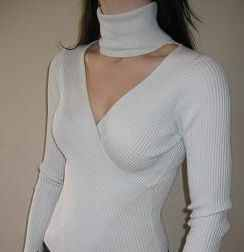
لباس زنانه فانتزی جلو باز به همراه یقه اسکی
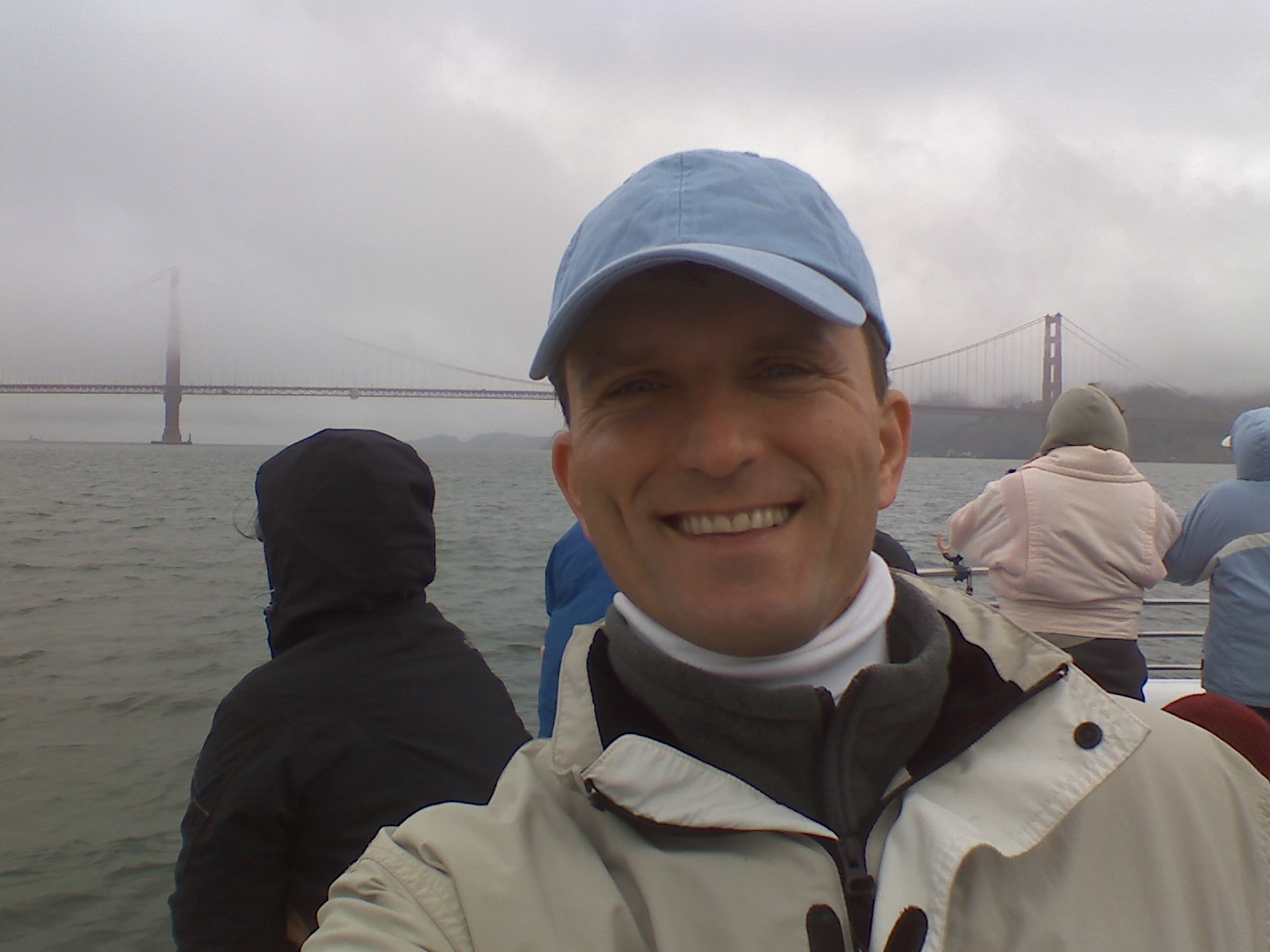
مردی با لباس دارای یقه اسکی
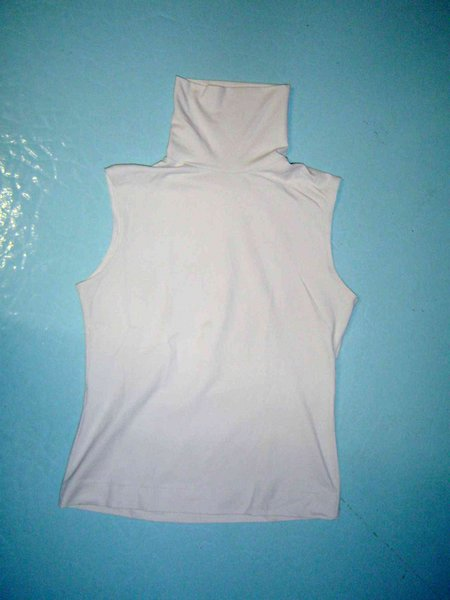
لباس یقه اسکی بدون آستین